# Santero

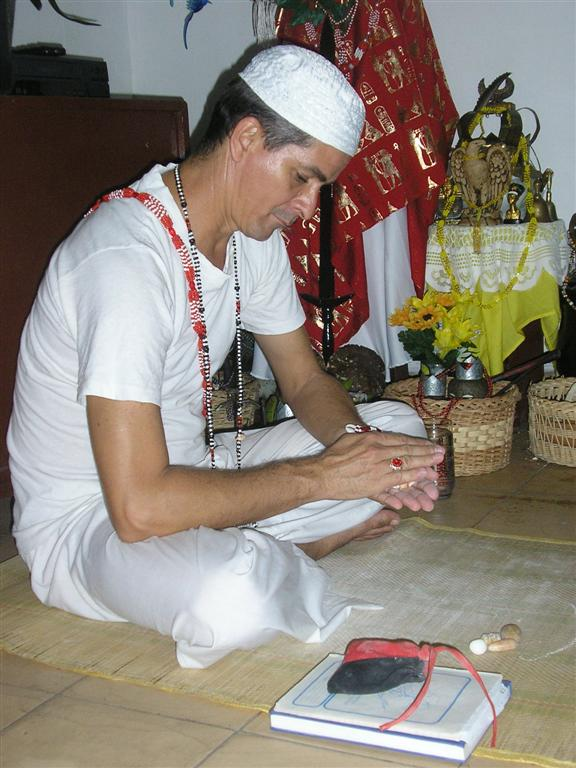
Santero de Cuba, Pedro Cesar Alfonso Ferrer, nome de santo Obbàolorum

Santero é o nome como são chamados os sacerdotes da Santeria. Palavra vinda dos artesãos que fabricavam imagens de santos católicos.
Os santeros em seus esforços para esconder as suas práticas religiosas e mágicas africanas, identificou suas divindades africanas (orixás) com santos católicos, resultando em um sincretismo religioso, hoje conhecido como Santeria.